# Scottish FA Cup 1926/27
Der Scottish FA Cup wurde 1926/27 zum 49. Mal ausgespielt. Der wichtigste Fußball-Pokalwettbewerb im schottischen Vereinsfußball wurde vom Schottischen Fußballverband geleitet und ausgetragen. Er begann am 15. Januar 1927 und endete mit dem Finale am 16. April 1927 im Hampden Park von Glasgow. Als Titelverteidiger startete der FC St. Mirren in den Wettbewerb, der im Finale des Vorjahres gegen Celtic Glasgow gewonnen hatte. Im diesjährigen Endspiel um den Schottischen Pokal standen sich Celtic Glasgow und der Zweitligist FC East Fife gegenüber. Für Celtic war es das insgesamt 19. Endspiel seit 1889 im schottischen Pokal. Die Fifers aus Methil erreichten zum ersten Mal in der Vereinsgeschichte das Pokalfinale und waren dreißig Jahre nach dem FC Dumbarton der erste Zweitligist der das Finale erreicht hatte. Die favorisierten Bhoys in Green gewannen das Finale mit 3:1. Es war das erste Endspiel in Schottland das im Radio Liveübertragen wurde. Die schottische Meisterschaft im gleichen Jahr gewannen die Glasgow Rangers vor dem FC Motherwell und Celtic. Die Fifers wurden Tabellensechster in der 2. Liga.

## 1. Runde
Ausgetragen wurden die Begegnungen zwischen dem 15. Januar und 5. Februar 1927. Die Wiederholungsspiele fanden am 26. Januar und 9. Februar 1927 statt.
|                       | Ergebnis |                      |
| --------------------- | -------- | -------------------- |
| FC Aberdeen           | 4:2      | FC Helensburgh       |
| Alloa Athletic        | 3:0      | Greenock Morton      |
| Arbroath Athletic     | 0:7      | Dundee United        |
| Ayr United            | 2:2      | Airdrieonians FC     |
| FC Bathgate           | 2:2      | Dunfermline Athletic |
| FC Beith              | 7:1      | FC Huntly            |
| Brechin City          | 8:3      | FC Vale of Leithen   |
| Broxburn United       | 2:1      | FC Armadale          |
| Buckie Thistle        | 2:1      | FC Fraserburgh       |
| FC Clyde              | 3:2      | Heart of Midlothian  |
| FC Clydebank          | 6:0      | Douglas Wanderers    |
| FC Cowdenbeath        | 3:0      | Hibernian Edinburgh  |
| FC Dundee             | 3:0      | FC Motherwell        |
| FC Dykehead           | 3:3      | FC Montrose          |
| FC East Fife          | 8:1      | FC Thornhill         |
| Elgin City            | 1:0      | Albion Rovers        |
| FC East Stirlingshire | 0:1      | FC Dumbarton         |
| FC Falkirk            | 1:0      | FC St. Johnstone     |
| Forfar Athletic       | 4:2      | Raith Rovers         |
| Forres Mechanics      | 0:2      | FC Mid Annandale     |
| Hamilton Academical   | 6:0      | FC Stranraer         |
| FC Kilmarnock         | 3:1      | Peebles Rovers       |
| FC King’s Park        | 1:0      | Third Lanark         |
| Leith Athletic        | 1:4      | Glasgow Rangers      |
| Nithsdale Wanderers   | 0:2      | FC Arthurlie         |
| Partick Thistle       | 3:0      | FC Stenhousemuir     |
| Queen of the South    | 0:0      | Celtic Glasgow       |
| FC Queen’s Park       | 2:0      | FC Caledonian        |
| FC St. Bernard’s      | 3:0      | FC Vale of Atholl    |
| FC St. Mirren         | 2:0      | FC Arbroath          |
| FC Vale of Leven      | 6:2      | FC Johnstone         |
| FC Bo’ness            | Freilos  |                      |

### Wiederholungsspiele
|                      | Ergebnis  |                    |
| -------------------- | --------- | ------------------ |
| Airdrieonians FC     | 2:1       | Ayr United         |
| Celtic Glasgow       | 4:1       | Queen of the South |
| Dunfermline Athletic | 5:2       | FC Bathgate        |
| FC Montrose          | 3:1 n. V. | FC Dykehead        |

## 2. Runde
Ausgetragen wurden die Begegnungen am 5. und 12. Februar 1927. Die Wiederholungsspiele fanden am 9. und 16. Februar 1927 statt.
|                      | Ergebnis |                  |
| -------------------- | -------- | ---------------- |
| Alloa Athletic       | 1:1      | FC Dumbarton     |
| Brechin City         | 3:6      | Celtic Glasgow   |
| Broxburn United      | 2:2      | FC Montrose      |
| Buckie Thistle       | 2:0      | FC Beith         |
| Dundee United        | 4:1      | FC Vale of Leven |
| Dunfermline Athletic | 2:1      | Airdrieonians FC |
| FC East Fife         | 1:1      | FC Aberdeen      |
| Elgin City           | 2:4      | FC Clyde         |
| FC Falkirk           | 6:3      | FC Queen’s Park  |
| FC Bo’ness           | 2:1      | FC Cowdenbeath   |
| Hamilton Academical  | 5:1      | FC Clydebank     |
| FC Kilmarnock        | 1:1      | FC Dundee        |
| FC King’s Park       | 2:4      | Partick Thistle  |
| FC Mid Annandale     | 3:0      | Forfar Athletic  |
| Glasgow Rangers      | 6:0      | FC St. Mirren    |
| FC St. Bernard’s     | 0:3      | FC Arthurlie     |

### Wiederholungsspiele
|              | Ergebnis  |                 |
| ------------ | --------- | --------------- |
| FC Aberdeen  | 1:2       | FC East Fife    |
| FC Dumbarton | 0:4 n. V. | Alloa Athletic  |
| FC Dundee    | 5:1       | FC Kilmarnock   |
| FC Montrose  | 1:0       | Broxburn United |

## Achtelfinale
Ausgetragen wurden die Begegnungen am 19. und 23. Februar 1927. Die Wiederholungsspiele fanden am 22. und 24. Februar 1927 statt.
|                 | Ergebnis |                      |
| --------------- | -------- | -------------------- |
| Alloa Athletic  | 0:0      | FC Arthurlie         |
| Buckie Thistle  | 0:3      | FC Bo’ness           |
| FC Clyde        | 0:1      | Partick Thistle      |
| FC Dundee       | 2:4      | Celtic Glasgow       |
| Dundee United   | 2:2      | FC Montrose          |
| FC East Fife    | 2:0      | Dunfermline Athletic |
| FC Falkirk      | 3:0      | FC Mid Annandale     |
| Glasgow Rangers | 4:0      | Hamilton Academical  |

### Wiederholungsspiele
|              | Ergebnis  |                |
| ------------ | --------- | -------------- |
| FC Arthurlie | 3:0       | Alloa Athletic |
| FC Montrose  | 1:3 n. V. | Dundee United  |

## Viertelfinale
Ausgetragen wurden die Begegnungen am 5. März 1927. Das Wiederholungsspiel fand am 9. März 1927 statt.
|                 | Ergebnis |                 |
| --------------- | -------- | --------------- |
| FC Arthurlie    | 0:3      | FC East Fife    |
| FC Falkirk      | 2:2      | Glasgow Rangers |
| FC Bo’ness      | 2:5      | Celtic Glasgow  |
| Partick Thistle | 5:0      | Dundee United   |

### Wiederholungsspiel
|                 | Ergebnis  |            |
| --------------- | --------- | ---------- |
| Glasgow Rangers | 0:1 n. V. | FC Falkirk |

## Halbfinale
Ausgetragen wurden die Begegnungen am 26. März 1927.
|                | Ergebnis |                 |
| -------------- | -------- | --------------- |
| Celtic Glasgow | *1:0 *   | FC Falkirk      |
| FC East Fife   | *2:1 **  | Partick Thistle |

## Finale
| Celtic Glasgow                           | Celtic Glasgow | FC East Fife | FC East Fife |
| ---------------------------------------- | --- | --- | ------------ |
| Celtic Glasgow                           | \| Finale \| \| 16. April 1927 in Glasgow (Hampden Park) \| \| Ergebnis: 3:1 (2:1) \| \| Zuschauer: 80.070 \| \| Schiedsrichter: Tom Dougray \| \| Spielbericht \|                          | \| Finale \| \| 16. April 1927 in Glasgow (Hampden Park) \| \| Ergebnis: 3:1 (2:1) \| \| Zuschauer: 80.070 \| \| Schiedsrichter: Tom Dougray \| \| Spielbericht \| | FC East Fife |
| Celtic Glasgow                           | John Thomson – Willie McStay, Hugh Hilley, Peter Wilson, Jimmy McStay, John McFarlane, Patrick Connolly, Alec Thomson, Tommy McInally, John McMenemy, Adam McLean Cheftrainer: Willie Maley | Jock Gilfillan – Robertson, Gillespie, Hope, James Brown, Russell, Weir, George Paterson, Wood, Barrett, Dave Edgar Cheftrainer: David McLean                      | FC East Fife |
| Celtic Glasgow                           | 1:1 Robertson (8., Eigentor) 2:1 Adam McLean (15.) 3:1 Patrick Connolly (46.) | 0:1 Wood (7.) | FC East Fife |
| Finale                                   | | |              |
| 16. April 1927 in Glasgow (Hampden Park) | | |              |
| Ergebnis: 3:1 (2:1)                      | | |              |
| Zuschauer: 80.070                        | | |              |
| Schiedsrichter: Tom Dougray              | | |              |
| Spielbericht                             | | |              |